# Giorgio Barberio Corsetti
Giorgio Barberio Corsetti (* 1951 in Rom) ist ein italienischer Theaterregisseur, Opernregisseur, Dramaturg und Theaterschauspieler.

## Leben und Werk
Giorgio Barberio Corsetti studierte an der Accademia nazionale d’arte drammatica in Rom und gründete 1976 seine eigene Kompagnie, die La Gaia Scienza, und 1984 die Compagnia Giorgio Barberio Corsetti. Giorgio Barberio Corsetti nahm mit dem Studio Azzurro an der documenta 8 in Kassel teil.
Corsetti arbeitet an spartenübergreifenden Fragen und findet unkonventionelle Bühnenlösungen. Eine besondere Poetik von Sprache, Text, Ton, Bewegung und Video ist seinen Werken zu eigen. Durch experimentelle Ansätze beschreitet er stilistisch neue Wege. Besonders setzt er sich mit dem Werk von Franz Kafka auseinander. Beim Theaterfestival Spielart 2001 in München überraschte er mit seiner Inszenierung von Kafkas Process. Er gründete 2001 die „Fattore K“ nach der Figur Herr K. von Franz Kafka.
1999 wurde Giorgio Barberio Corsetti zum künstlerischen Direktor der Sektion Theater bei der Biennale di Venezia berufen.
Die erste 1999 von ihm inszenierte Oper war Maria di Rohan am Teatro La Fenice. Anschließend realisierte er unter anderem die Opern Estaba La Madre von Luis Bacalov, Le Luthier de Venise von Gualtiero Dazzi am Théâtre du Châtelet und die Die Hexen von Venedig von Philip Glass im Auditorium Parco della Musica in Rom. 2018 produzierte er in Tokyo Bertolt Brechts Dreigroschenoper.

## Auszeichnungen
Die Inszenierung Der Prozess wurde 1999 mit dem Prix Ubu ausgezeichnet. Corsetti erhielt den Europäischen Theaterpreis für „Neue Theaterrealitäten“.